# Пруцаков, Иван Алексеевич
Иван Алексеевич Пруцаков (1929—1990) — советский работник угольной промышленности, Герой Социалистического Труда.
Был первым в тресте «Гуковуголь» Героем Социалистического Труда.

## Биография
Родился 19 декабря 1929 года.
После окончания школы ФЗО, пришел на шахту № 3, где вскоре возглавил сквозную комплексную бригаду. По его инициативе на шахте развернулось движение за цикличную организацию труда. Работая по цикличному графику, бригада в 1956 году выдала сверх плана 12 тысяч тонн угля.
Занимался общественной деятельностью. Избирался депутатом Верховного Совета РСФСР 5-го (1959—1963) и 6-го (1963—1967) созывов, участвовал в работе комиссии по промышленности и транспорту Верховного Совета. Был членом КПСС, принимал участие в работе XXII съезда КПСС.
Умер 17 мая 1990 года.

## Награды
- Указом Президиума Верховного Совета СССР от 26 апреля 1957 года — за выдающиеся успехи в труде по добыче угля в годы 5-й пятилетки, бригадиру навалоотбойщиков шахты № 3 треста «Гуковуголь», Ивану Пруцакову было присвоено звание Героя Социалистического Труда с вручением ордена Ленина и золотой медали «Серп и Молот».
- Также награждён медалями «За трудовое отличие» и «За трудовую доблесть».